# Tour de France 2000
Il Tour de France 2000, ottantasettesima edizione della corsa, prese il via il 1º luglio da Futuroscope e si concluse il 23 luglio con la classica passerella sugli Champs-Élysées, a Parigi.
Si tratta della seconda di sette edizioni consecutive del Tour senza vincitore, a causa della squalifica, sancita successivamente nel tempo una volta emerso lo scandalo doping che lo coinvolse, dello statunitense Lance Armstrong.
Il 23 agosto 2005, una inchiesta del giornale sportivo L'Équipe, accompagnata dall'analisi di un campione di urina, ha dimostrato che Lance Armstrong risultò positivo all'eritropoietina (EPO) durante il Tour del 1999. 
Il 22 ottobre 2012 l'UCI riconobbe la sanzione imposta dall'USADA a Lance Armstrong, accusato di aver utilizzato sostanze dopanti durante la sua permanenza alla US Postal Service, e confermò di fatto la cancellazione delle sue sette vittorie al Tour de France. Il 26 ottobre la stessa UCI ufficializzò la decisione di non attribuire ad altri corridori le vittorie ottenute dallo statunitense e di non modificare i piazzamenti degli altri ciclisti.
Tale decisione, seppure tardiva, simboleggiò una sorta di ripudio da parte del Tour a quel difficile periodo.
Lance Armstrong aveva a lungo negato il sistematico utilizzo di pratiche dopanti nei suoi team; ma poi, messo con le spalle al muro anche dalle confessioni (spontanee presso la Usada, in interviste agli organi di stampa o in autobiografie) di alcuni dei suoi vecchi compagni di squadra, soltanto il 17 gennaio 2013, durante un'intervista con Oprah Winfrey, egli ammise per la prima volta di aver alterato illegalmente le proprie prestazioni sportive, sia durante il periodo in cui vinse i suoi sette Tour de France, sia durante il periodo precedente al cancro.
Al secondo posto della graduatoria generale del Tour de France 2000 si classificò nuovamente il passista-cronoman tedesco Jan Ullrich (al quarto podio su quattro partecipazioni nella Grande Boucle, dopo altri due secondi posti ed il trionfo nella edizione del 1997).
Nella terza posizione della classifica generale si piazzò il passista-scalatore spagnolo Joseba Beloki (al primo podio conseguito in carriera nella corsa a tappe transalpina).

## Tappe
| Tappa  | Data      | Percorso                                                   | km    | Vincitore di tappa   | Leader cl. generale |
| ------ | --------- | ---------------------------------------------------------- | ----- | -------------------- | ------------------- |
| prol.  | 1º luglio | Futuroscope > Futuroscope (cron. individuale)              | 16,5  | David Millar         | David Millar        |
| 1ª     | 2 luglio  | Futuroscope > Loudun                                       | 194   | Tom Steels           | David Millar        |
| 2ª     | 3 luglio  | Loudun > Nantes                                            | 161,5 | Tom Steels           | David Millar        |
| 3ª     | 4 luglio  | Nantes > Saint-Nazaire (cron. a squadre)                   | 70    | ONCE-Deutsche Bank   | Laurent Jalabert    |
| 4ª     | 5 luglio  | Vannes > Vitré                                             | 202   | Marcel Wüst          | Laurent Jalabert    |
| 5ª     | 6 luglio  | Vitré > Tours                                              | 198,5 | Léon van Bon         | Alberto Elli        |
| 6ª     | 7 luglio  | Tours > Limoges                                            | 205   | Christophe Agnolutto | Alberto Elli        |
| 7ª     | 8 luglio  | Limoges > Villeneuve-sur-Lot                               | 203,5 | Erik Dekker          | Alberto Elli        |
| 8ª     | 9 luglio  | Agen > Dax                                                 | 220   | Paolo Bettini        | Alberto Elli        |
| 9ª     | 10 luglio | Dax > Lourdes-Hautacam                                     | 205   | Javier Otxoa         | Lance Armstrong     |
| 10ª    | 11 luglio | Bagnères-de-Bigorre > Revel                                | 218,5 | Erik Dekker          | Lance Armstrong     |
|        | 12 luglio | giorno di riposo                                           |       |                      |                     |
| 11ª    | 13 luglio | Carpentras > Mont Ventoux                                  | 149   | Marco Pantani        | Lance Armstrong     |
| 12ª    | 14 luglio | Avignone > Draguignan                                      | 185,5 | José Vicente García  | Lance Armstrong     |
| 13ª    | 15 luglio | Draguignan > Briançon                                      | 249   | Santiago Botero      | Lance Armstrong     |
| 14ª    | 16 luglio | Briançon > Courchevel                                      | 173,5 | Marco Pantani        | Lance Armstrong     |
|        | 17 luglio | giorno di riposo                                           |       |                      |                     |
| 15ª    | 18 luglio | Courchevel > Morzine                                       | 196   | Richard Virenque     | Lance Armstrong     |
| 16ª    | 19 luglio | Évian-les-Bains > Losanna (CHE)                            | 155   | Erik Dekker          | Lance Armstrong     |
| 17ª    | 20 luglio | Losanna (CHE) > Friburgo in Brisgovia (DEU)                | 246,5 | Salvatore Commesso   | Lance Armstrong     |
| 18ª    | 21 luglio | Friburgo in Brisgovia (DEU) > Mulhouse (cron. individuale) | 58,5  | Lance Armstrong      | Lance Armstrong     |
| 19ª    | 22 luglio | Belfort > Troyes                                           | 254,5 | Erik Zabel           | Lance Armstrong     |
| 20ª    | 23 luglio | Parigi > Parigi                                            | 138   | Stefano Zanini       | Lance Armstrong     |
| Totale | Totale    | Totale                                                     | 3 630 |                      |                     |

## Squadre e corridori partecipanti
| N.    | Cod. | Squadra               |
| ----- | ---- | --------------------- |
| 1-9   | USP  | US Postal Service     |
| 11-19 | BAN  | Banesto               |
| 21-29 | KEL  | Kelme-Costa Blanca    |
| 31-39 | MAP  | Mapei-Quick Step      |
| 41-49 | RAB  | Rabobank              |
| 51-59 | ONC  | ONCE-Deutsche Bank    |
| 61-69 | TEL  | Team Deutsche Telekom |
| 71-79 | MER  | Mercatone Uno-Albacom |
| 81-89 | AG2  | AG2R Prévoyance       |
| 91-99 | SAE  | Saeco-Valli & Valli   |

| N.      | Cod. | Squadra                          |
| ------- | ---- | -------------------------------- |
| 101-109 | FES  | Festina                          |
| 111-119 | FAR  | Farm Frites                      |
| 121-129 | COF  | Cofidis, le Crédit par Téléphone |
| 131-139 | LOT  | Lotto-Adecco                     |
| 141-149 | FDJ  | Française des Jeux               |
| 151-159 | PLT  | Team Polti                       |
| 161-169 | MJJ  | Memory Card-Jack & Jones         |
| 171-179 | C.A  | Crédit Agricole                  |
| 181-189 | VIN  | Vini Caldirola-Sidermec          |
| 191-199 | BJT  | Bonjour-Toupargel                |

## Resoconto degli eventi
Dei 180 corridori partecipanti 127 arrivarono al traguardo finale di Parigi; vista però l'esclusione successiva di Lance Armstrong i corridori realmente classificati furono 126.  Le squadre erano 6 francesi, 5 italiane, 3 spagnole, 2 olandesi, 1 belga, 1 danese, 1 tedesca, 1 statunitense.  I corridori erano 36 francesi, 33 italiani, 24 spagnoli, 14 belgi, 13 olandesi, 9 tedeschi, 9 statunitensi, 7 danesi, 6 svizzeri, 4 svedesi, 2 estoni, 2 sloveni, 2 polacchi, 2 colombiani, 2 australiani, 2 lettoni, 2 kazaki, 2 russi, 1 britannico, 1 lituano, 1 portoghese, 1 ceco, 1 austriaco, 1 norvegese, 1 lussemburghese.
Le tappe furono 20, precedute da un cronoprologo iniziale, per una distanza totale di 3 453 km; il paese venne percorso in senso antiorario, con in ordine la parte ovest del paese, i Pirenei (una sola frazione di montagna) e poi le Alpi (quattro frazioni). La corsa fu vinta per la seconda volta consecutiva dallo statunitense Lance Armstrong, che prevalse sul tedesco Jan Ullrich e sullo spagnolo Joseba Beloki, completando il percorso alla velocità media di 39,545 km/h.
Il tedesco Erik Zabel vinse la maglia verde per la quinta volta consecutiva, staccando nettamente Robbie McEwen. La maglia a pois di miglior scalatore fu appannaggio del colombiano Santiago Botero, giunto primo in solitaria nella tappa con arrivo a Briançon. La maglia bianca di miglior giovane fu vinta dal ventiquattrenne spagnolo Francisco Mancebo mentre miglior team fu la Kelme-Costa Blanca, in grado di piazzare tre uomini nei primi dieci posti della classifica generale.
Armstrong conquistò la maglia gialla dopo nove giorni di corsa in occasione della prima tappa di montagna, quella pirenaica da Dax ad Hautacam, staccando di alcuni minuti tutti i diretti avversari e di ben mezz'ora il precedente leader della generale Alberto Elli; nell'occasione solo lo spagnolo Javier Otxoa riuscì a precederlo grazie ad una fuga di 155 km. La tappa tra Carpentras e il Mont Ventoux vide in fuga il duo formato da Armstrong e da Marco Pantani; a vincere fu Pantani, che tre giorni dopo si aggiudicò anche la tappa con arrivo a Courchevel. Il ciclista italiano si ritirò nella diciassettesima tappa, quando era nono in classifica. La prima e unica vittoria di tappa per Armstrong arrivò al terz'ultimo giorno, in una cronometro di 58,5 km tra Friburgo in Brisgovia e Mulhouse, corsa ad una velocità media di 53,986 km/h.
Dopodiché, dal 2005 al 2012, si succedettero nella maniera sopra citata le decisioni che corressero la classifica di questa edizione del Tour de France.

## Evoluzione delle classifiche
| Tappa              | Vincitore            | Classifica generale Maglia gialla | Classifica a punti Maglia verde | Classifica scalatori Maglia a pois | Classifica giovani Maglia bianca | Classifica a squadre Numero giallo |
| ------------------ | -------------------- | --------------------------------- | ------------------------------- | ---------------------------------- | -------------------------------- | ---------------------------------- |
| Prologo            | David Millar         | David Millar                      | David Millar                    | Marcel Wüst                        | David Millar                     | US Postal Service                  |
| 1ª                 | Tom Steels           | David Millar                      | Tom Steels                      | Marcel Wüst                        | David Millar                     | US Postal Service                  |
| 2ª                 | Tom Steels           | David Millar                      | Tom Steels                      | Marcel Wüst                        | David Millar                     | US Postal Service                  |
| 3ª                 | ONCE-Deutsche Bank   | Laurent Jalabert                  | Tom Steels                      | Marcel Wüst                        | David Cañada                     | ONCE-Deutsche Bank                 |
| 4ª                 | Marcel Wüst          | Laurent Jalabert                  | Tom Steels                      | Paolo Bettini                      | David Cañada                     | ONCE-Deutsche Bank                 |
| 5ª                 | Léon van Bon         | Alberto Elli                      | Tom Steels                      | Paolo Bettini                      | Salvatore Commesso               | Rabobank                           |
| 6ª                 | Christophe Agnolutto | Alberto Elli                      | Marcel Wüst                     | Paolo Bettini                      | Salvatore Commesso               | Rabobank                           |
| 7ª                 | Erik Dekker          | Alberto Elli                      | Marcel Wüst                     | Erik Dekker                        | Salvatore Commesso               | Rabobank                           |
| 8ª                 | Paolo Bettini        | Alberto Elli                      | Erik Zabel                      | Erik Dekker                        | Salvatore Commesso               | Rabobank                           |
| 9ª                 | Javier Otxoa         | Lance Armstrong                   | Erik Zabel                      | Javier Otxoa                       | Francisco Mancebo                | Rabobank                           |
| 10ª                | Erik Dekker          | Lance Armstrong                   | Erik Zabel                      | Javier Otxoa                       | Francisco Mancebo                | Rabobank                           |
| 11ª                | Marco Pantani        | Lance Armstrong                   | Erik Zabel                      | Javier Otxoa                       | Francisco Mancebo                | Banesto                            |
| 12ª                | José Vicente García  | Lance Armstrong                   | Erik Zabel                      | Javier Otxoa                       | Francisco Mancebo                | Banesto                            |
| 13ª                | Santiago Botero      | Lance Armstrong                   | Erik Zabel                      | Santiago Botero                    | Francisco Mancebo                | Banesto                            |
| 14ª                | Marco Pantani        | Lance Armstrong                   | Erik Zabel                      | Santiago Botero                    | Francisco Mancebo                | Banesto                            |
| 15ª                | Richard Virenque     | Lance Armstrong                   | Erik Zabel                      | Santiago Botero                    | Francisco Mancebo                | Kelme-Costa Blanca                 |
| 16ª                | Erik Dekker          | Lance Armstrong                   | Erik Zabel                      | Santiago Botero                    | Francisco Mancebo                | Kelme-Costa Blanca                 |
| 17ª                | Salvatore Commesso   | Lance Armstrong                   | Erik Zabel                      | Santiago Botero                    | Francisco Mancebo                | Kelme-Costa Blanca                 |
| 18ª                | Lance Armstrong      | Lance Armstrong                   | Erik Zabel                      | Santiago Botero                    | Francisco Mancebo                | Kelme-Costa Blanca                 |
| 19ª                | Erik Zabel           | Lance Armstrong                   | Erik Zabel                      | Santiago Botero                    | Francisco Mancebo                | Kelme-Costa Blanca                 |
| 20ª                | Stefano Zanini       | Lance Armstrong                   | Erik Zabel                      | Santiago Botero                    | Francisco Mancebo                | Kelme-Costa Blanca                 |
| Classifiche finali | Classifiche finali   | Lance Armstrong                   | Erik Zabel                      | Santiago Botero                    | Francisco Mancebo                | Kelme-Costa Blanca                 |

## Classifiche finali

### Classifica generale - Maglia gialla
| Pos. | Corridore         | Squadra       | Tempo     |
| ---- | ----------------- | ------------- | --------- |
| SQ   | Lance Armstrong   | US Postal     | 92h33'08" |
| 2    | Jan Ullrich       | Deutsche Tel. | a 6'02"   |
| 3    | Joseba Beloki     | Festina       | a 10'04"  |
| 4    | Christophe Moreau | Festina       | a 10'34"  |
| 5    | Roberto Heras     | Kelme         | a 11'50"  |
| 6    | Richard Virenque  | Team Polti    | a 13'26"  |
| 7    | Santiago Botero   | Kelme         | a 14'18"  |
| 8    | Fernando Escartín | Kelme         | a 17'21"  |
| 9    | Francisco Mancebo | Banesto       | a 18'09"  |
| 10   | Daniele Nardello  | Mapei         | a 18'25"  |

### Classifica a punti - Maglia verde
| Pos. | Corridore         | Squadra        | Punti |
| ---- | ----------------- | -------------- | ----- |
| 1    | Erik Zabel        | Deutsche Tel.  | 321   |
| 2    | Robbie McEwen     | Farm Frites    | 203   |
| 3    | Romāns Vainšteins | Vini Caldirola | 184   |
| 4    | Emmanuel Magnien  | F. des Jeux    | 157   |
| 5    | Erik Dekker       | Rabobank       | 138   |

### Classifica scalatori - Maglia a pois
| Pos. | Corridore        | Squadra    | Punti |
| ---- | ---------------- | ---------- | ----- |
| 1    | Santiago Botero  | Kelme      | 347   |
| 2    | Javier Otxoa     | Kelme      | 283   |
| 3    | Richard Virenque | Team Polti | 267   |
| 4    | Pascal Hervé     | Team Polti | 234   |
| 5    | Nico Mattan      | Cofidis    | 164   |

### Classifica giovani - Maglia bianca
| Pos. | Corridore         | Squadra        | Tempo      |
| ---- | ----------------- | -------------- | ---------- |
| 1    | Francisco Mancebo | Banesto        | 92h51'17"  |
| 2    | Guido Trentin     | Vini Caldirola | a 17'48"   |
| 3    | Grischa Niermann  | Rabobank       | a 33'57"   |
| 4    | David Cañada      | ONCE           | a 59'35"   |
| 5    | David Millar      | Cofidis        | a 1.54'54" |

### Classifica a squadre - Numero giallo
| Pos. | Squadra               | Tempo      |
| ---- | --------------------- | ---------- |
| 1    | Kelme-Costa Blanca    | 278h10'47" |
| 2    | Festina               | a 13'42"   |
| 3    | Banesto               | a 18'21"   |
| 4    | Team Deutsche Telekom | a 40'08"   |
| 5    | Lotto-Adecco          | a 1.11'50" |

### Classifica combattività - Numero rosso
| Pos. | Corridore            | Squadra         | Punti |
| ---- | -------------------- | --------------- | ----- |
| 1    | Erik Dekker          | Rabobank        | 99    |
| 2    | Santiago Botero      | Kelme           | 98    |
| 3    | Christophe Agnolutto | AG2R Prév.      | 79    |
| 4    | Jacky Durand         | Lotto-Adecco    | 77    |
| 5    | Jens Voigt           | Crédit Agricole | 70    |